# Joey Dee & the Starliters
Joey Dee & the Starliters, amerikansk rockgrupp som i början av 1960-talet var husband på klubben Peppermint Lounge i New York.
1961 fick de sitt stora genombrott med låten Peppermint Twist, en av de stora hitlåtarna i samband med twistvågen i början av 1960-talet. I april 1961 gick den upp till första plats på Billboardlistan.
Gruppen bildades av Joey Dee, född Joseph DiNicola 1940 i New Jersey. 1964 turnerade gruppen i Europa tillsammans med The Beatles. Vid konserten i Kungliga tennishallen i Stockholm var Joey Dee & the Starliters huvudattraktionen.
Bland de många medlemmar gruppen hade genom åren fanns gitarristen Jimi Hendrix, samt tre musiker som senare bildade gruppen Young Rascals, däribland Felix Cavaliere. Skådespelaren Joe Pesci spelade ett tag gitarr i bandet.

## Medlemmar
Nuvarande medlemmar
- Joey Dee – (f. Joseph DiNicola, 11 juni 1940 i Passaic, New Jersey) – sång (195?– )
- David Brigati – (f. 29 oktober 1940 i Garfield, New Jersey) (1958– )
- Bob Valli – sång (?– )

Tidigare medlemmar
- Rogers Freeman – sång (195?–1958)
- Willie Davis – trummor (?–1962)
- Don Martin – trummor
- Sam Taylor – gitarr (död 2009)
- Larry Vernieri – sång (?–1962; död 1999)
- Carlton Lattimore – orgel (?–1962)
- Eddie Brigati – sång, slagverk
- Gene Cornish – gitarr
- Felix Cavaliere – keyboard, sång
- Jimmy James (Jimi Hendrix) – gitarr
- Charles Neville – sång
- Joe Pesci – gitarr

## Diskografi (urval)
Album
- Doin' the Twist (1961)
- All the World Is Twistin'! (1962)
- Back at the Peppermint Lounge (1962)
- The Peppermint Twisters (1962)
- Dance Dance Dance (1963)

Singlar
- "Face of an Angel" / "Shimmy Baby" (1960)
- "(Bad) Bulldog" / "These Memories" (1961)
- "Ya Ya" / "Fanny Mae" (1961)
- "Peppermint Twist (Part I)" / "Peppermint Twist (Part II) [live]" (1961)
- "Baby, You're Driving Me Crazy" / "Help Me Pick Up the Pieces" (1962)
- "Everytime I Think About You" / "Money" (1962)
- "Hello Josephine" / "Kansas City" (1962)
- "Hey, Let's Twist" / "Roly Poly" (1962)
- "I Lost My Baby" / "Keep Your Mind on What You're Doing" (1962)
- "Sweetheart Sugar-Pie Huckleberry Puddin' Ya, Ya" / "Twistin' on a Liner" (1962)
- "What Kind of Love Is This" / "Wing-Ding" (1962)
- "Shout (Part 1)" / "Shout (Part 2)" (1962)
- "Bitte Bitte Baby" / "Joey's Party" (1963)
- "Hot Pastrami with Mashed Potatoes Part 2" / "Honky Tonk" (1963)
- "Hot Pastrami with Mashed Potatoes - Part I" / ""Hot Pastrami with Mashed Potatoes - Part II" (1963)
- "Let's Have a Party" / "Sloppin" (1963)
- "The Girl I Walk to School" / "Lorraine" (1963)